# Bythaelurus
Bythaelurus és un gènere de peixos de la família dels esciliorrínids i de l'ordre dels carcariniformes.

## Taxonomia
- Bythaelurus alcocki  (Garman, 1913)[2]
- Bythaelurus canescens  (Günther, 1878)[3]
- Bythaelurus clevai  (Séret, 1987)[4]
- Bythaelurus dawsoni  (Springer, 1971)[5]
- Bythaelurus hispidus  (Alcock, 1891)[6]
- Bythaelurus immaculatus  (Chu & Meng, 1982)[7]
- Bythaelurus incanus  (Last & Stevens, 2008)[8]
- Bythaelurus lutarius  (Springer & D'Aubrey, 1972)[9][10]